# Kazuhiro Nakamura (zawodnik MMA)
Kazuhiro Nakamura (jap. 中村和裕 Nakamura Kazuhiro; 16 lipca 1979) – japoński judoka i zawodnik mieszanych sztuk walki (MMA). W swojej karierze walczył dla największych światowych organizacji: PRIDE, UFC, WVR (Sengoku) i DREAM. W latach 2013–2014 mistrz DEEP w wadze średniej.

## Kariera sportowa

### Judo
Karierę w sportach walki zaczął od judo. Był podopiecznym i sparingpartnerem jednego z najbardziej utytułowanych japońskich judoków, Hidehiko Yoshidy. W 2001 roku Nakamura zajął drugie miejsce Międzynarodowych Mistrzostwach Belgii, a także wywalczył brązowy medal na mistrzostwach Japonii w kategorii do 100 kg. W 2002 roku wygrał Międzynarodowe Mistrzostwa Niemiec w Brunszwiku.

### MMA
W 2003 roku zakończył karierę judoki i podpisał kontrakt z organizacją PRIDE FC na walki w MMA. W ciągu czterech lat stoczył w PRIDE 17 walk (11-6-0), odnosząc prestiżowe zwycięstwa nad Murilo Bustamante (b. mistrz UFC), Stefanem Leko (b. mistrz świata w kick-boxingu), Kevinem Randlemanem (b. mistrz UFC), Ihorem Wowczanczynem (wicemistrz PRIDE GP 2000) czy Yūkim Kondō (b. mistrz Pancrase).
Po rozwiązaniu PRIDE w 2007 roku podpisał kontrakt z UFC. W debiucie na gali UFC 76 przegrał przez decyzję sędziów z Lyoto Machidą. Po walce został zawieszony na 3 miesiące z powodu pozytywnego wyniku testu antydopingowego (w jego moczu wykryto ślad marihuany). Do octagonu powrócił w maju 2008 roku (UFC 84), gdy przegrał przez TKO z Rameau Thierry Sokoudjou na skutek kontuzji nogi. W latach 2008–2010 był związany z japońską organizacją World Victory Road w której największym osiągnięciem Nakamury było dojście do finału turnieju wagi średniej w którym uległ Brazylijczykowi Jorge Santiago.
25 kwietnia 2010 roku na specjalnej gali w Tokio walczył przeciwko swojemu wieloletniemu trenerowi Hidehiko Yoshidzie. Była to pożegnalna walka Yoshidy. Nakamura pokonał go przez jednogłośną decyzję sędziów.
W lipcu 2010 roku zadebiutował w organizacji DREAM, gdy na gali DREAM.15 pokonał przez jednogłośną decyzję Francuza Karla Amoussou.
19 października 2012 roku pokonał na punkty Ryute Sakuraja na jubileuszowej 60 gali DEEP Impact. 16 lutego 2013 roku zdobył wakujący tytuł mistrzowski DEEP w wadze średniej, pokonując Young Choia. Mistrzostwo stracił w 2014 roku, przegrywając przez jednogłośną decyzję z Yoshiyukim Nakanishim.